# Samoana abbreviata
Samoana abbreviata és una espècie de mol·lusc gastròpode pertanyent a la família Partulidae.

## Descripció
- La closca és, generalment, de color verd groguenc.[1]

## Distribució geogràfica
És un endemisme de la Samoa Nord-americana.

## Estat de conservació
El seu nombre és tan baix que, entre 1940 i 1998, no se'n va observar cap exemplar viu i hom va arribar a pensar que s'havia extingit.